# Радован Гардашевић
Радован Гардашевић (Убли, код Цетиња, 4. септембар 1916 — околина Зворника, 8. мај 1943), учесник Народноослободилачке борбе и народни херој Југославије.

## Биографија
Рођен је 4. септембра 1916. године у селу Убли, код Цетиња. Потиче у средње имућне сељачке породице. Основну школу завршио је у свом родном месту, гимназију у Никшићу, а потом је студирао на Правном факултету у Београду. Још као гимназијалац у Никшићу, прикључио се револуционарном омладинском покрету.
Априла 1941. године, као резервиста, био је позван у Југословенску војску. На положају, недалеко од Сарајева, налазио се у групи бораца, који су у тренуцима општег хаоса и издаје, организовали отпор немачкој колони. У овој борби, био је рањен у обе ноге. После проглашења капитулације, иако рањен, одбио је да се преда окупатору и успео да дође до свог родног места. По доласку у родно место, заједно са другим црногорским родољубима, учествовао је у организовању оружаног устанка.
Био је учесник Тринаестојулског устанка народа Црне Горе, 1941. године. Учествовао је у нападу на Чево, место где је испаљена прва устаничка пушка у Црној Гори. У овој борби учествовао је са својим пушкомитраљезом, који је донео кући, после априлског слома. У току лета 1941. године примљен је у чланство Комунистичке партије Југославије (КПЈ).
Ујесен 1941. године био је један од добровољаца, који су у саставу Ловћенског партизанског батаљона, учествовали у нападу на Пљевља, 1. децембра 1941. године. Крајем децембра Ловћенски батаљон је укључен у састав тада формиране Прве пролетерске ударне бригаде, као њен Први батаљон. Заједно са бригадом прешао је дуг и тежак пут борбени пут.
Учествовао је у борбама око Рогатице, у Подроманији, на планини Звијезди, у Кнежини, на Игману, код Калиновика, Улога, на Дурмитору, код Коњица, Дувна, Ливна, Кључ, Босанског Грахова, Јајца, Котор Вароши, Главатичева, Хан Пијеска, Власенице, Зворника, Цапарда и др. Нарочито се истакао у нападу на Пљевља, децембра 1941; нападу на Коњиц, јуна 1942, када је с пушкомитраљезом је ускочио у међу усташе и побио неколико усташа; као и при форсирању Дрине, априла 1943. године.
Најпре је био борац-пушкомитраљезац, а потом је постављен за политичког комесара Друге чете Првог ловћенског батаљона. На овој дужности је и погинуо, 8. маја 1943. године, недалеко од Зворника, када је, штитио одступницу својој чети.
Указом председника ФНР Југославије Јосипа Броза Тита, 10. јула 1953. године, проглашен је за народног хероја.